# 山本凌雅
山本凌雅（Yamamoto Ryoma，1995年7月14日—）是日本田徑運動員，專攻三級跳遠項目。他代表日本參加2017年夏季世界大學運動會田徑比賽男子三級跳遠項目，獲得個人銅牌。

## 賽事記錄
| 年        | 賽事           | 舉辦城市   | 名次       | 項目      | 記錄      |
| 代表 日本 | 代表 日本      | 代表 日本  | 代表 日本  | 代表 日本 | 代表 日本 |
| --------- | -------------- | ---------- | ---------- | --------- | --------- |
| 2014      | 世界青年錦標賽 | 美國尤金   | 第7名      | 三級跳遠  | 15.89 m   |
| 2014      | 亞洲運動會     | 韓國仁川   | 第8名      | 三級跳遠  | 15.70 m   |
| 2017      | 世界錦標賽     | 英國倫敦   | 第29名 (q) | 三級跳遠  | 16.01 m   |
| 2017      | 世界大學運動會 | 臺灣臺北市 | 季軍       | 三級跳遠  | 16.80 m   |

## 外部連結
- 山本凌雅在的頁面
- 山本凌雅的X（前Twitter）